# سید حسین حسینی شاهرودی
سید حسین حسینی شاهرودی نمایندهٔ دورهٔ چهارم از حوزهٔ انتخابیهٔ شاهرود در استان سمنان است. وی با کسب ۶۶٬۵۷۵ رای از مجموع ۸۳٬۲۰۵ رای معادل ۸۰٪ درصد آرا به مجلس راه پیدا کرد. وی برادر سید حسن حسینی شاهرودی نماینده دورهٔ دهم شاهرود است.